# Гражданская война в Иракском Курдистане
Курдская гражданская война в Ираке, среди этнических курдов употребляется название Братоубийство (курд. Birakujî) — военный конфликт, происходивший между конкурирующими курдскими партиями в Иракском Курдистане в середине 1990-х годов. На протяжении конфликта в него были ввязаны курдские партии из Ирана и Турции, а также военные силы Ирака, Ирана и Турции, с дополнительными силами США.

## История конфликта
Автономия Иракского Курдистан была изначально объявлена в 1970 году под именем «Курдского Автономного региона» вслед за соглашением о предоставлении автономии между правительством Ирака и лидерами курдской общины. Законодательное собрание собралось в городе Эрбиль имея теоретическую власть над мухафазами Эрбила и Сулеймании, населёнными курдами. Из-за продолжения войны между курдскими сепаратистами и иракскими правительствами до восстаний 1991 года, безопасность курдских беженцев была принята резолюция 688 Советом Безопасности ООН, давшая определения части этого региона как убежища, охраняемого американскими и британскими ВВС (более подробно в операции «Provide Comfort»). Зона включала в себя Дахук и Эрбиль, но Сулеймания и Киркук были вне данных соглашений, что привело к очередным столкновениям между Иракской армией и курдскими повстанцами. Вскоре после достижения военного паритета, иракское правительство вывело в октябре 1991 года свои военные и гражданские институты из региона. С этого момента Иракский Курдистан стал независим «де факто» и перешёл на самоуправление с двумя партиями — «Демократической партией Курдистана» и «Патриотическим союзом Курдистана» — неподконтрольными Багдаду. Иракский Курдистан с этого момента также приобрёл свой флаг и гимн.
Первые выборы в парламент прошли в 1992 году и его месторасположение было объявлено в Эрбиле. Места в нём были распределены поровну между Патриотическим союзом Курдистана Джалала Талабани и Курдской Демократической партией Массуда Барзани.
После ухода иракских войск им была объявлена экономическая блокада Курдистана, в основном в снабжении нефти и продовольствия. Курдская автономия также пострадала от международного эмбарго, наложенного на всю иракскую территорию. Весь товарообмен между Курдистаном и внешним миром происходил за счет чёрного рынка и обе партии водили друг друга за нос в поисках контроля над путями контрабанды.

## Начало конфликта (1994)
Вооружённый конфликт между ними разразился в мае 1994 года, закончившись гибелью около 300 человек. В течение следующего года, около 2 тысяч людей с обеих враждующих сторон были убиты. По словам агента ЦРУ Роберта Баера, иранский Корпус стражей исламской революции оказывал умеренную поддержку КДП и позволял ей производить атаки с территории Ирана.

## Атака на Саддама (1995)
В январе 1995 года офицер ЦРУ, Роберт Баер, отправился в северную часть Ирака с командой, состоявшей из пяти человек, для создания базы ЦРУ. Он вступил в контакт с курдским руководством и сумел договориться о перемирии между Барзани и Талабани.
В течение нескольких дней, Баер наладил связь с иракским генералом, который участвовал в заговоре по убийству Саддама Хусейна. Его план заключался в использовании отряда из 100 иракских перебежчиков, чтобы убить Саддама, когда он будет проезжать по мосту рядом с Тикритом. Баер телеграфировал о плане в Вашингтон, но ответа не последовало. Спустя три недели план был пересмотрен, призывая к нападению курдских сил на севере Ирака, в то время как иракские повстанцы уничтожат один из домов Саддама с помощью танка, чтобы убить иракского лидера. Баер снова телеграфировал о плане в Вашингтон и опять не получил ответа. В то же время, 28 февраля иракская армия была приведена в полную боеготовность. В ответ на этот шаг иранские и турецкие войска также были приведены в состояние повышенной боеготовности. Баер получил сообщение непосредственно от советника по национальной безопасности Тони Лэйка сообщившего, что его операция подвергается опасности. Данное предупреждение было передано через курдских и иракских союзников и, получив эту информацию, Барзани отказался от запланированной атаки, оставив силам Талабани (ПСК) действовать в одиночку.
Иракские офицеры планировавшие убить Саддама из танка были раскрыты, арестованы и казнены, прежде чем смогли привести свои планы в действие. Атака ПСК началась как было запланировано, и в течение нескольких дней им удалось уничтожить три иракских дивизии и захватить 5000 пленых.
Несмотря на просьбы Баера об американской поддержки наступления, она не была оказана и курдские силы были вынуждены отступить. Баер был немедленно отозван из Ирака и вкратце допрошен за попытку покушения на Саддама Хусейна. Позднее он был оправдан.

## Возобновление боёв (1996)
Хотя курдский парламент самораспустился в мае 1995 года, хрупкое перемирие между ПСК и ДПК продолжалось до лета 1996 года. Талабани заключил союз с Ираном, и помог Ирану произвести военное вторжение в северный Ирак 28 июля, направленное против Курдской демократической партии Ирана.
Столкнувшись с возможностью борьбы одновременно против Ирана и ПСК, Масуд Барзани попросил о помощи Саддама Хусейна. Видя возможность вернуть север Ирака, Саддам согласился её оказать. 31 августа 1996 года 30 000 иракских войск, возглавляемых танковой дивизией Республиканской гвардии напали на Эрбиль, контролируемый ПСК и охранявшийся 3000 пешмергами ПСК во главе с Корсат Расул Али, совместно с силами ДПК. Эрбиль был взят и иракские войска произвели расстрел 700 захваченных солдат ПСК и Иракского национального конгресса диссидентской группы в районе Эрбиля.
Это нападение подтвердило американские опасения, что Саддам «собирается запустить кампанию геноцида против курдов», аналогичную в 1988 и 1991 годах. Этот шаг также являлся явным нарушением Саддамом Резолюции 688 СБ ООН, запрещавшую репрессии этнических меньшинств Ирака. В ответ на это, американские войска в регионе запустили операцию «Удар в пустыне»: 3 сентября, американские корабли и бомбардировщики Boeing B-52 Stratofortress запустили 27 крылатых ракет по иракским объектам ПВО на юге Ирака. На следующий день, ещё 17 крылатых ракет были запущены с американских судов по иракским ПВО. Соединённые Штаты также направили ударные самолёты и авианосец в регион Персидского залива, а южная граница зоны, запретная для полётов иракских ВВС, была перенесена на север к тридцать третьей параллели.
После установления контроля КДП в Эрбиле, иракские войска были выведены из курдского региона на исходные позиции. КДП выгнало ПСК из других, контролируемых партией мест, и с дополнительной иракской помощью захватили Сулейманию. Джалал Талабани и ПСК отступили к иранской границе, и американские войска эвакуировали 700 членов Иракского национального конгресса и 6000 прозападно настроенных курдов из северного Ирака.

## Вступление Турции в войну (1997)
Бои между КДП и ПСК продолжились в течение всей зимы . Усложнило события нахождение анти-турецкой Рабочей партии Курдистана (РПК) в Ираке. Сотрудничая с ПСК, РПК начала нападать на этнических ассирийцев. и граждан, поддерживавших КДП. В ответ на это турецкие войска начали в мае Операцию «Молот», в попытке искоренить РПК из Северного Ирака. Эта операция вызвало тяжёлые потери РПК, однако РПК продолжила свою активность в северном Ираке. Турецкая авиация понесла ощутимые потери в этой операции, в один из дней два года спустя потеряв сразу три боевых вертолёта от огня ПЗРК «Стрела-2». Вдобавок один из сбитых вертолётов перевозил лётчиков истребителей ВВС Турции, все они погибли.
25 сентября турецкие войска вновь вторглись в северный Ирак. В союзе с КДП они атаковали позиции ПСК и РПК с целью навязать перемирие между партиями. Операция привела к тяжёлым потерям среди РПК и началу переговоров между ПСК и КДП.

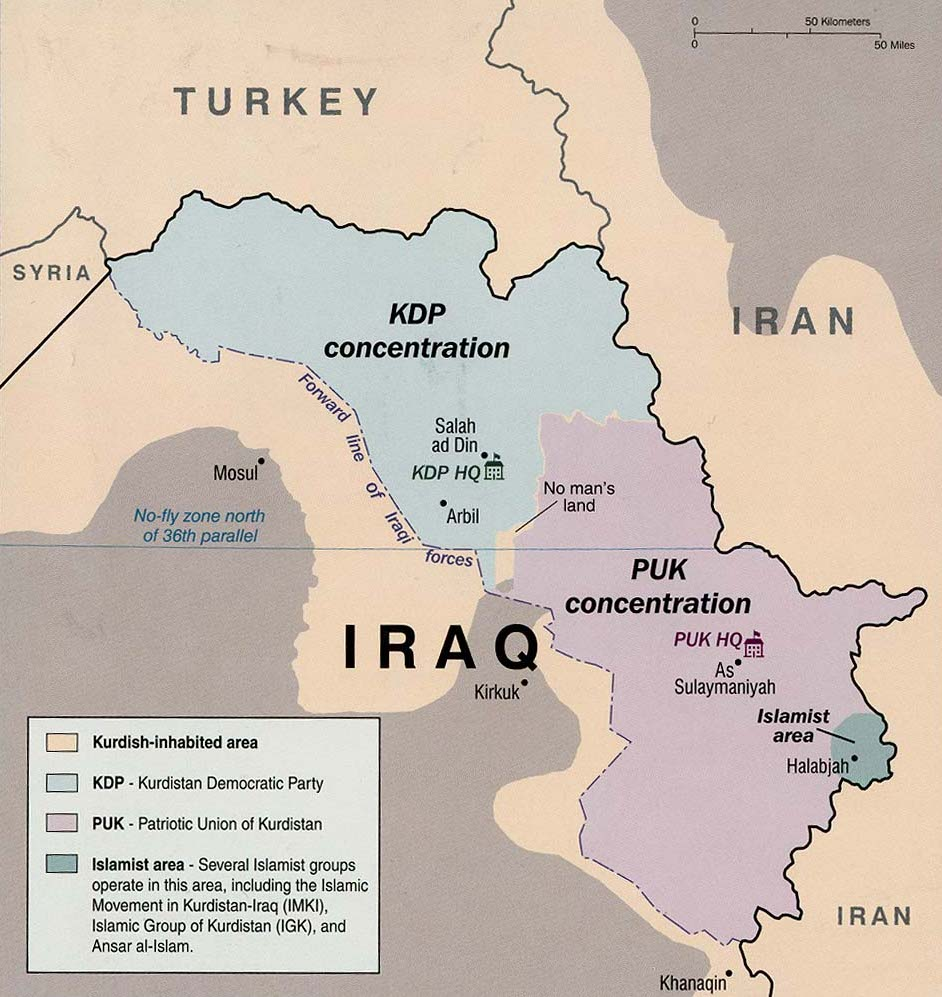
Раздел Курдистана после гражданской войны

Несмотря на перемирие, боевые действия на линии перемирия возобновились в октябре-ноябре. В этот раз в войне погибло 1200 бойцов с обеих сторон и 10000 граждан стало беженцами. Продолжительное перемирие было установлено лишь 24 ноября.

## Последствия
В сентябре 1998 года Масуд Барзани и Джалал Талабани подписали мирный договор «Вашингтонское соглашение» при посредничестве США. В соглашении стороны договорились поделить между собой доходы и власть и дали запрет на использования северного Ирака РПК, и не позволять ввод иракских войск в курдские регионы. Соединённые Штаты обязались использовать военную силу для защиты курдов от возможной агрессии со стороны Саддама Хусейна. В то же время, реализация плана ООН «Нефть в обмен на продовольствие» принесла вклад в экономику северных районов Ирака, что позволило увеличить там уровень жизни. Иракский Курдистан стал сравнительно мирным регионом, пока террористическая группа «Ансар аль-Ислам» не вошла туда в декабре 2001 года, в результате чего конфликт возобновился.
Примерно месяц спустя, президент США, Билл Клинтон, превратил ноту об освобождении Ирака в закон, предусматривающий военную помощь иракским оппозиционным группам, в том числе ПСК и КДП.
По оценкам КДП, 58 тысяч его сторонников были высланы из регионов, контролируемых ПСК с октября 1996 по октябрь 1997 года. ПСК утверждает цифру в 49 тысяч сторонников, выселенных из ДПК-контролируемых регионов с августа 1996 года по декабрь 1997 года.
ПСК и КДП позже сотрудничали с американскими войсками в вторжении коалиции стран в Ирак в 2003 году, пеленгировании иракских сил с помощью американских ВВС и завоевании большей части северного Ирака и, в том числе, городов Киркук и Мосул.
После вторжения, Масуд Барзани был избран президентом Иракского Курдистана, а Джалал Талабани — президентом Ирака.